# Plexicushion

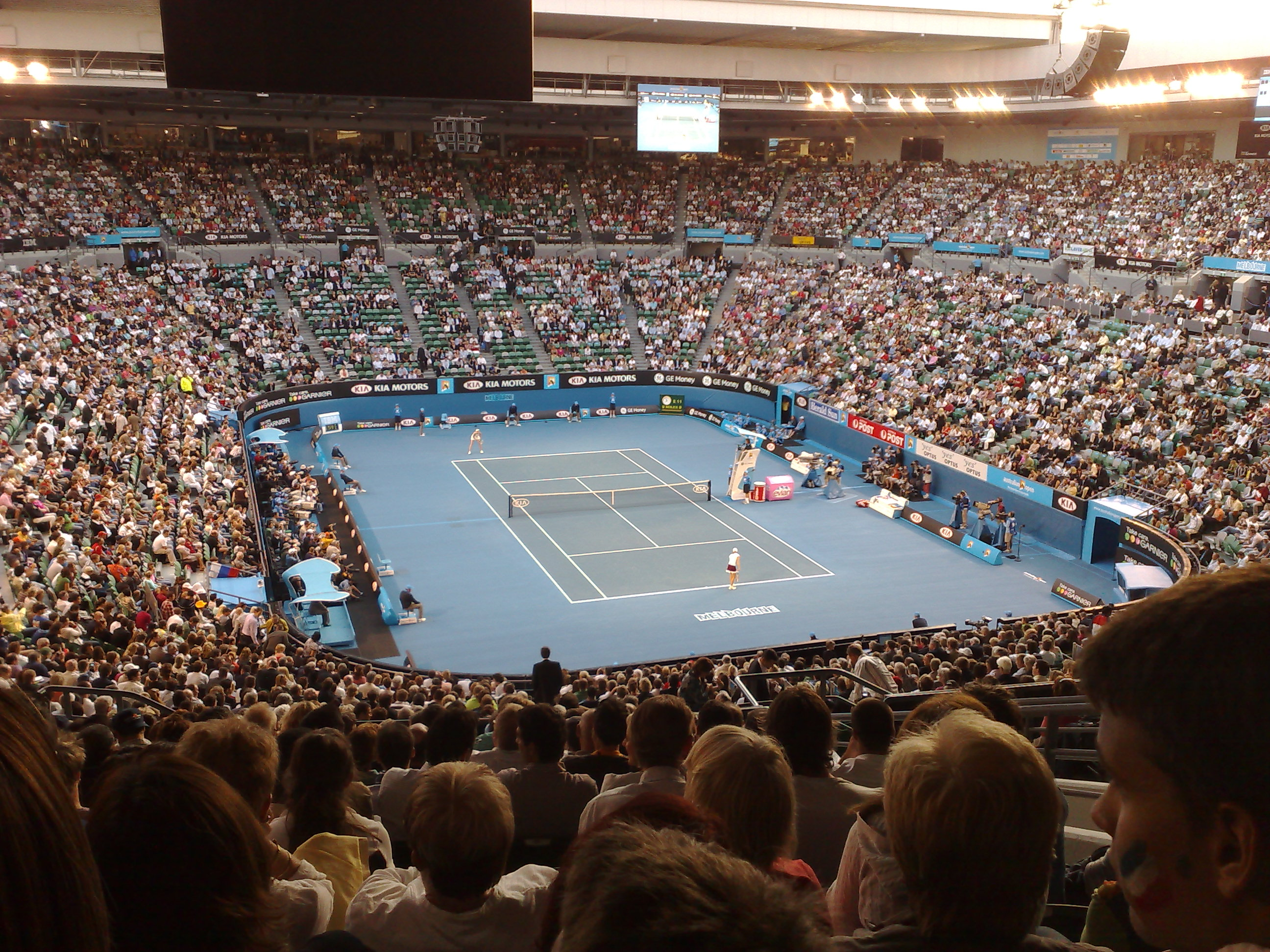
Modrý povrch Plexicushion v Rod Laver Arena na Australian Open v roce 2008.

Plexicushion je druh tvrdého tenisového povrchu vyrobeného firmou Plexipave v americkém státu Massachusetts. Uskutečnil se na něm tenisový turnaj na Letních olympijských hrách 2000 v areálu NSW Tennis Centre. 

## Typy povrchu
Oficiální internetové stránky firmy Plexipave uvádí, že existují čtyři typy povrchu Plexicushion:
- Prestige
- Competition
- Tournament
- 2000

## Australian Open

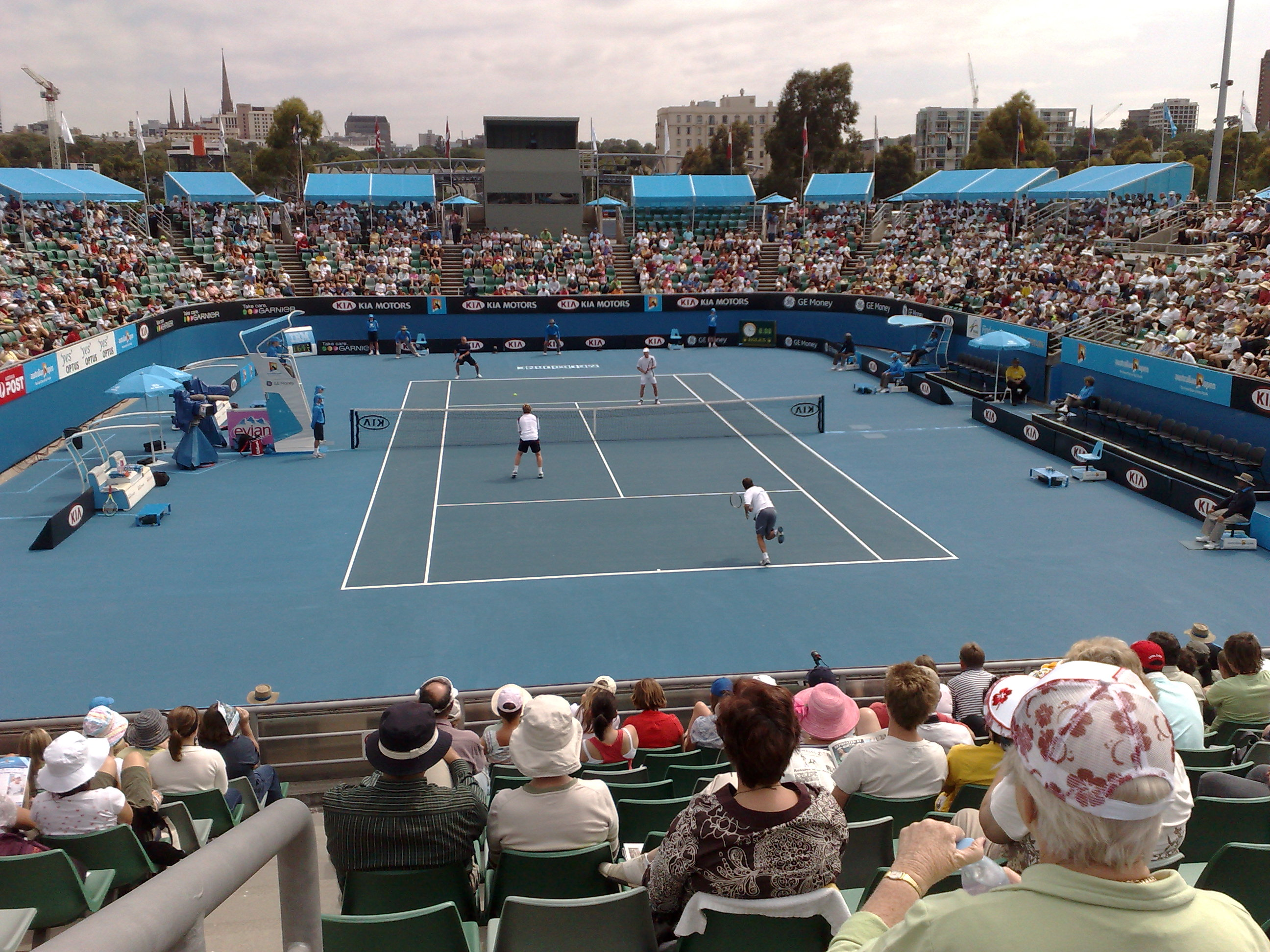
Plexicushion na jednom z vedlejších dvorců na Australian Open.

Vedení grandslamu Australian Open 30. května 2007 oznámilo, že od roku 2008 povrch Plexicushion Prestige nahradí do té doby používaný Rebound Ace. Změna byla uskutečněna především kvůli často uplatňovanému pravidlu o teplotě na dvorci. Plexicushion Prestige má tenčí průměr než předešlý povrch, čímž v sobě zadržuje méně tepla. Stal se však také terčem kritiky pro značnou podobnost k DecoTurfu, na němž se odehrává US Open. V sezóně 2020 byl v rámci celé čtyřtýdenní Australian Open Series opuštěn a nahrazen povrchem GreenSet Cushion.